# Amee
Amee är artistnamnet för den vietnamesiska sångerskan
Trần Huyền My,   född 23 mars 2000. Hon fick den vietnamesiska publikens uppmärksamhet 2019 med  sin debutlåt “Anh Nhà Ở Đâu Thế”.  Hon är mest känd för att vara den första kvinnliga soloartisten som kom ut från St.319 Entertainment. Hon är den yngsta vietnamesiska artisten som vunnit på Mnet Asian Music Awards.